# Лена Ґрабовскі
Лена Ґрабовскі (нім. Lena Grabowski, 10 вересня 2002) — австрійська плавчиня.
Учасниця Олімпійських Ігор 2020 року, де в попередніх запливах на дистанції 100 метрів на спині посіла 29-те місце і не потрапила до півфіналів. У півфіналах на дистанції 200 метрів на спині посіла 12-те місце і не потрапила до фіналу.